# Dieter Fingerhuth
Dieter Fingerhuth (* 21. März 1920 in Berlin; † 4. Februar 1993) war ein deutscher Brigadegeneral des Heeres der Bundeswehr.

## Leben

### Wehrmacht
Fingerhuth absolvierte 1939 das Abitur und anschließend den Reichsarbeitsdienst. Am 17. Oktober 1939 trat er als Offizieranwärter bei der Artillerieersatzabteilung 12 in Schwerin in die Artillerietruppe der Wehrmacht ein. Von August bis Dezember 1940 absolvierte er den 5. Offizierbewerberlehrgang ain der Artillerieschule in Jüterbog. Er war Meldereiter und Richtkreis-Unteroffizier im Artillerieregiment 12, mit dem er in Frankreich war. Am 1. Februar 1941 wurde er zum Leutnant befördert und Batterieoffizier des I. Bataillons des Artillerieregiments 48, mit der er in Demjansk in Russland im Einsatz war. Am 12. September 1942 wurde er durch einen Steckschuss in der linken Schulter verwundet und bis Mai 1945 im Lazarett. Anschließend war er von Juni bis Dezember 1942 Lehroffizier an der Artillerieschule in Jüterbog, ab 6. Januar 1943 auf dem Truppenübungsplatz Thorn, wo er am 1. Februar 1943 zum Oberleutnant ernannt wurde, und ab Mai 1943 in Suippes. Am 3. Januar 1944 wurde er Batteriechef im I. Bataillon des Artillerieregiments 196 in Italien, mit der er bei den Schlachten am Monte Cassino eingesetzt war und am 1. August 1944 zum Hauptmann befördert wurde. Am 1. Oktober 1944 wurde er Hörsaalleiter im Lehrstab A und Abteilungsadjutant der Artillerieschule II auf dem Truppenübungsplatz Groß Born. Von April bis Mai 1945 war er Batteriechef in der Führernachwuchsschule in Miröschau. Im Mai 1945 geriet er in US-amerikanische Kriegsgefangenschaft.

### Zivilleben 1945–1956
Nach Entlassung aus der kurzen Kriegsgefangenschaft war Fingerhuth ab April 1945 zunächst Kraftfahrer bei der Firma L. Karow in Preetz, ab Oktober 1945 angestellter Kreisingenieur in Plön und ab Dezember 1945 selbständig mit kunstgewerblichen Holzspielwaren in Plön. Von Mai 1946 bis April 1948 absolvierte er eine Berufsausbildung zum Tischler bei der Firma Jul. Proog in Plön, die er mit der Gesellenprüfung abschloss. Von Juni 1948 bis August 1949 war er Modelltischler und später Teilhaber der Firma Dipl.-Ing. Bassenge in Plön. Nach einer Zeit der Arbeitslosigkeit bis April 1950 begann er ein bis Juli 1953 dauerndes Studium der Berufspädagogik an der Universität Hamburg, das er mit erstem und zweitem Staatsexamen abschloss. Danach war er von August 1953 bis August 1956 als Studienrat an einer Gewerbeschule in Hamburg tätig.

### Bundeswehr
Am 10. August 1956 trat Fingerhuth in die Bundeswehr ein, zunächst als S1-Offizier (Personalwesen) an der ABC-Abwehrschule in Sonthofen. Am 1. Oktober 1958 wechselte er als Referent zum Bundesministerium der Verteidigung (BMVg) in der Abteilung Personal, wo er am 12. Dezember 1958 zum Major ernannt wurde. Ab November 1962 war er Bataillonskommandeur des Feldartilleriebataillons 210 in Philippsburg, wo er am 18. Dezember 1963 zum Oberstleutnant befördert wurde, und ab Oktober 1964 des Raketenartilleriebataillons 122 in Philippsburg. Ab September 1966 wer er Referatsleiter in der Abteilung P im BMVg, ab Oktober 1969 Lehrgruppenkommandeur in der Raketenschule der Artillerie in Geilenkirchen, wo er am 18. Dezember 1969 zum Oberst ernannt wurde und ab Oktober 1971 Regimentskommandeur des Artillerieregiments 6 in Kellinghusen.
Ab April 1976 war Fingerhuth, unter Ernennung zum Brigadegeneral, Kommandeur der Fachhochschule des Heeres 1 in Darmstadt. Ab dem 1. April 1978 war er Kommandeur der Artillerieschule. Mit Ablauf des März 1980 wurde er in den Ruhestand versetzt.

## Privates
Fingerhuth war verheiratet, evangelisch und hatte zwei Töchter.

## Auszeichnungen
- Eisernes Kreuz I. Klasse (12. Dezember 1941)
- Verwundetenabzeichen in Schwarz (13. September 1941)
- Verdienstkreuz I. Klasse des Verdienstordens der Bundesrepublik Deutschland (30. Januar 1977)